# انتسو آندرونیکو
انتسو آندرونیکو (ایتالیایی: Enzo Andronico؛ ‏ ۱۳ مهٔ ۱۹۲۴ – ۲۶ سپتامبر ۲۰۰۲) بازیگر اهل کشور ایتالیا بود. وی با نام اصلی «وینچنتسو آندرونیکو» در شهر پالرمو متولد شد. این هنرمند در تئاتر، سینما و تلویزیون دورهٔ حرفه‌ای پرباری داشت و در بیش از ۱۰۰ فیلم بازی کرد.
از فیلم‌های او می‌توان به بازپرسی به پایان رسید، فراموش کنید، دوشیزه‌ای در خانواده، پیرینو، آفتی برای رهایی، پیرینوی باحال، ایزابلا، دوشس شیاطین، خانم دکتر روستا، دختر روستایی زیبا، ممنوعه‌ترین دکامرون، خوش‌زبان را ببین، با صدای لوپارا، آفرین به فک، عالیجناب با معشوقه‌اش زیر تخت، پائولو روبرتو کوتکینو مهاجم میانی موفق، یک پلیس زن در نیویورک، بیوه دل‌ربا، معصومیت و هوس، پوکر در رختخواب، ضعف اخلاقی خانوادگی، خانم پرستار در تیمارستان نظامی، فارفالون و چیچو و فرانکو در سال اختلاف نظر اشاره کرد.